# Спуст
Спуст је ознака спортске дисциплине у алпском скијању али и другим спортовима у којима такмичар пролази дугу и стрму стазу. Тако је дисциплина спуст осим у скијању позната и у брдском бициклизму, у кајаку и кануу, итд.

## Спуст у алпском скијању
Спуст је најбржа дисциплина у алпском скијању. Уз супер-велеслалом спада у тзв. брзе дисциплине, за разлику од техничких дисциплина у које спадају слалом и велеслалом. Изводи се на посебно стрмим и дугачким стазама, са релативно малим бројем врата и завоја и дугим равним деловима. Основна карактеристика ове дисциплине је велика брзина којом скијаш пролази стазом, те се стога сматра и најопаснијом јер падови при тим брзинама могу бити кобни. Данас на такмичењима спуста није реткост да скијаш знатно премаши брзину од 130 километара на час.
Такмичење у спусту се састоји од једне вожње која траје отприлике два минута, зависно од стазе, конфигурације терена, временским приликама и вештини скијаша. Према важећим стандардима стаза је у спусту означена вратима, тј. штаповима означеним заставицама у две боје, наизменично плава и црвена. Једна врата формирана од 4 штапа, по два лево односно десно између којих је разапета заставица.
Међународна скијашка федерација детаљно прописује све параметре стазе, те је тако у спусту прописан распон висинске разлике од старта до циља (800—1100 метара), ширина појединих врата (најмање 8 метара), и бројни други детаљи. Све наведене мере се односе на мушки спуст, а постоје и правила за женски спуст. Млађе категорије по правилу не возе спуст. За спуст је специфично и то да је прописана и обавезна сигурносна опрема, нпр. обавезна је употреба скијашке кациге.